# Lekarstvo protiv stracha
Lekarstvo protiv stracha (Лекарство против страха) è un film del 1978 diretto da Al'bert Sarkisovič Mkrtčjan.

## Trama
I criminali, utilizzando l'ultimo prodotto medico, hanno privato il capitano della polizia di coscienza e gli hanno rubato documenti e armi. Commettono una serie di audaci rapine. E l'ispettore che indaga su questo caso deve entrare nel mondo dei problemi scientifici...